# Senovážné náměstí (Praha)
Senovážné náměstí (německy Heuwaagsplatz), takto nazývané od svého vzniku v polovině 14. století do roku 1896 a opět od roku 1993 dosud, je náměstí v Praze, v obvodu a městské části Praha 1 a ve čtvrti Nové Město. V mezidobí neslo názvy Havlíčkovo náměstí (1897–1927), Soukupovo náměstí (1927–1940, 1945–1950 podle sociálně demokratického politika), Senovážné náměstí (1940–1945) a náměstí Maxima Gorkého (1950–1993).  

## Historie
Senný trh či Senné náměstí patřilo k nejstarším veřejným prostorám po vytyčení středověkého Nového Města v ose Koňského trhu, při vsi Chudobice (kolem kostela sv. Jindřicha a Jindřišské věže). Císař Karel IV. na něm  13. června 1360  povolil pícníkům prodej obroku, ovsa a sena. K tržišti patřila stabilní váha, podle které byl zaveden název Senovážné náměstí (německy Heuwaagsplatz). Stála na jižní straně náměstí v místě domu čp. 981/II č. o. 21 "U zlaté váhy".
Náměstí je rozděleno pomyslným pokračováním Dlážděné ulice a tramvajovou tratí na dvě části odlišného charakteru. Zatímco plocha západní části je celá dlážděná, ve východní jsou komunikace jen podél front domů, střed byl po zrušení tržiště parkově upraven a je zde kašna (fontána) s bronzovými sochami tančících postav Anny Chromy. Na východní straně je náměstí ohraničeno Opletalovou ulicí, za kterou na ně navazuje Bolzanova ulice a Vrchlického sady (park před Hlavním nádražím).

## Doprava
Na náměstí je kolejový trojúhelník spojující tramvajové tratě v ulicích Jindřišská, Dlážděná a Bolzanova, zastávka zde není. V minulosti měla trať napojení na dočasně zřízenou trať v ulici Opletalově, která byla zrušena po zavedení stanice metra Hlavní nádraží. V květnu 2021 započala vložením výhybek před budovou bývalé Hypoteční banky obnova této trati.

## Budovy a instituce
Severozápadní cíp náměstí je uzavřen budovou Plodinové burzy, jihozápadní cíp Jindřišskou věží.

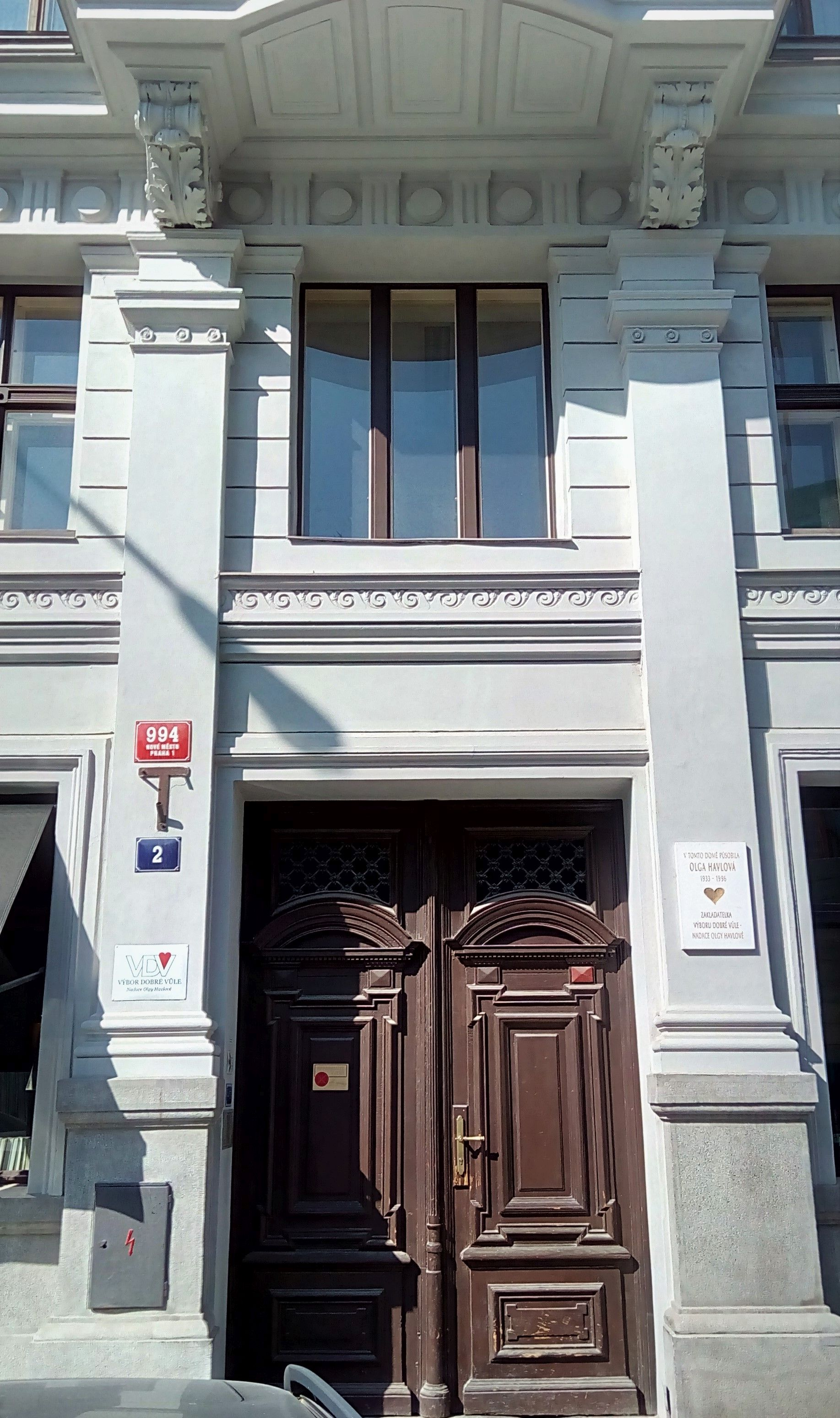
Senovážné nám.2; sídlo Výboru dobré vůle Olgy Havlové

- Dům čp. 976/II,  č.o. 31-33 (jižní fronta západní části náměstí) je novobarokní kancelářská budova o dvou traktech s kubisticko-novoklasicistními prvky na fasádě; tzv. Cukrovarnický palác, přesněji "Asekurační spolek průmyslu cukrovarnického", postaven podle projektu architektů Josefa Zascheho a Theodora Fischera, s plastikami Franze Metznera z let 1912–1916. V letech 1991–1998 byl sídlem IPB, při adaptaci byl jeden dvůr zasklen kupolí. Od roku 2018 rakouští majitelé budovu rekonstruují na luxusní pětihvězdičkový hotel,[2] který bude náležet hotelovému řetězci Hyatt.[3]
- Dům čp. 978/II, č.o. 23: původně Pojišťovací banka Slavia; budova arch. Aloise Turka z let 1872-1873, kubisticko-novoklasicistní přestavba z let 1921–1929 arch. František Krásný; v letech 1950-1980 sídlo redakce dětských časopisů Ohníček a Mateřídouška
- Dům čp. 991/II, č.o. 13: bývalá Hypoteční banka Království českého, monumentální novorenesanční budova, architekt Achille Wolf (jeho nejvýznamnější dílo), realizace Alois Elhenický (1890; sochařská výzdoba v průčelí Celda Klouček, sochy na attice Antonín Popp; nyní zde sídlí hotel Carlo IV
- Dům čp. 986/II, č.o. 12: secesní stavba, arch. Matěj Blecha (1902), štukové dekorace Celda Klouček,  pamětní deska s bustou Antonína Matějčka na fasádě připomíná jeho bydliště
- Dům čp. 985/II, č.o. 10: secesní stavba, arch. Matěj Blecha (1902), štukové dekorace Celda Klouček (mj. kruhový reliéf s madonou),
- Rohový dům čp. 992/II, č.o. 8, klasicistní dům, původně Věžníků, dále Františka Josefa Vrtby (1796), přestavěn roku 1866; v přízemí galerie a aukční síň European Arts[4]; v 1. patře sídlo velvyslanectví Filipínské republiky
- Dům čp. 994/II, č.o. 2 "U Slavíčků", také "Elbogenův dům": nájemní dům z let 1873-1874, projektoval architekt Alfréd Kirpal; secesní úpravy interiérů a arkýř v průčelí navrhl Josef Blecha[5]; od poloviny 90. let sídlo Výboru dobré vůle Olgy Havlové; v přízemí kavárna Sicily café[6]
- Rohový dům čp.995, č.o. 1 (do Senovážné ulice), sídlo Probační a mediační služby;
- Rohový palác čp. 866/II Senovážné nám. 28-30: Plodinová burza (budova), otevřená r. 1894, postavila firma Jechenthal-Hněvkovský

## Galerie

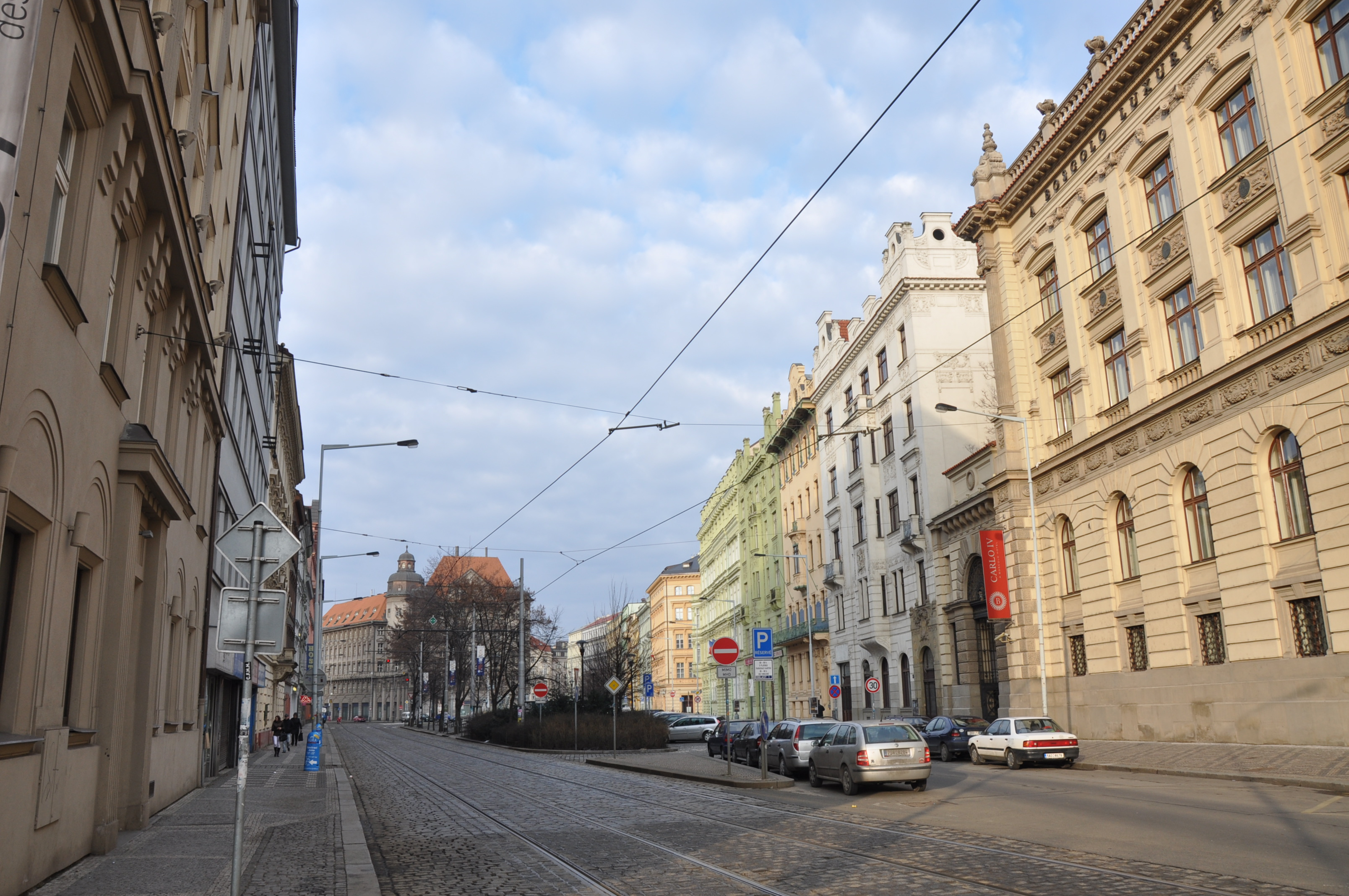
Severní fronta náměstí
Klasicistní Vrtbův dům čp.992/8
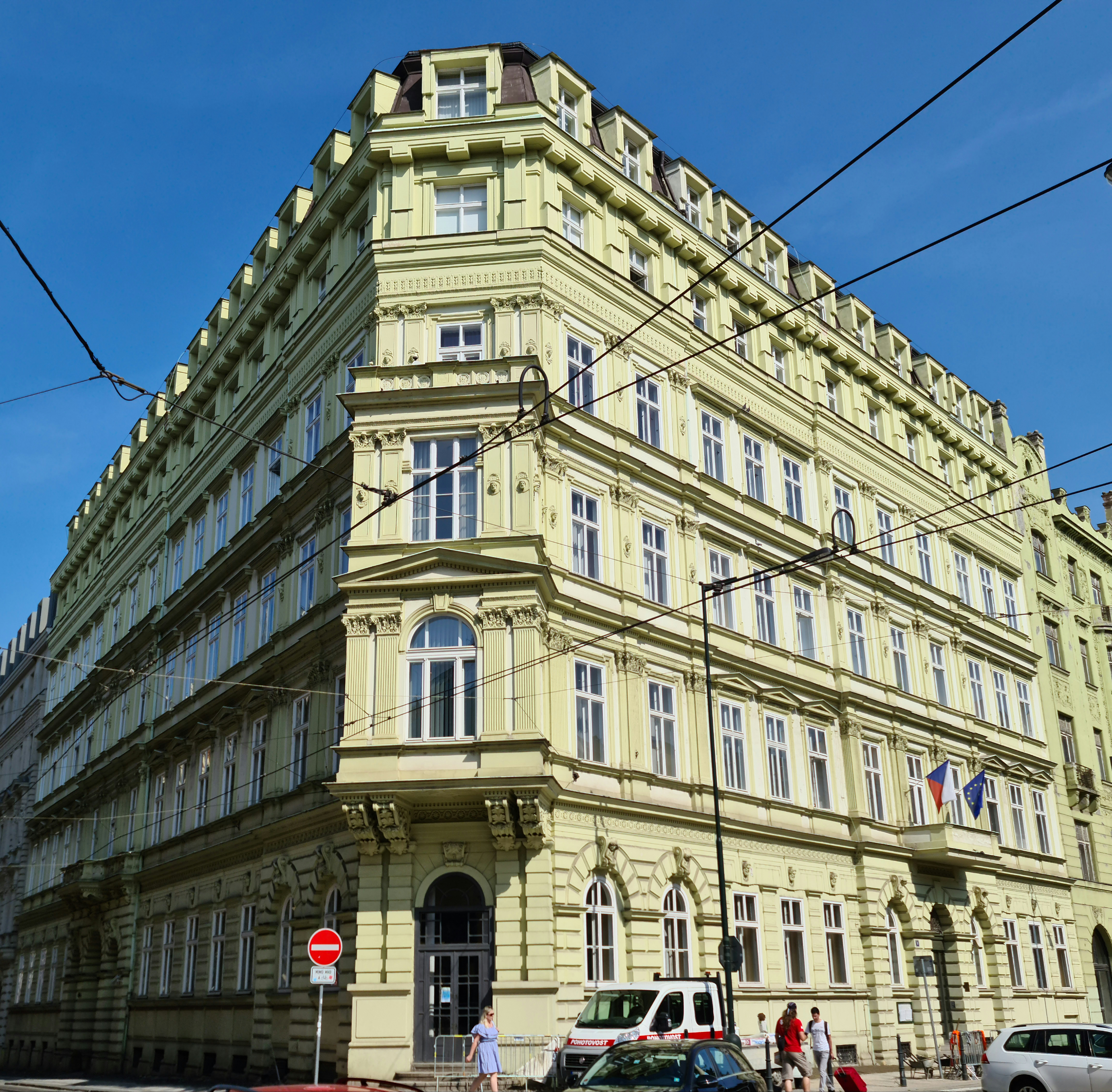
Novorenesanční dům čp.1585/9
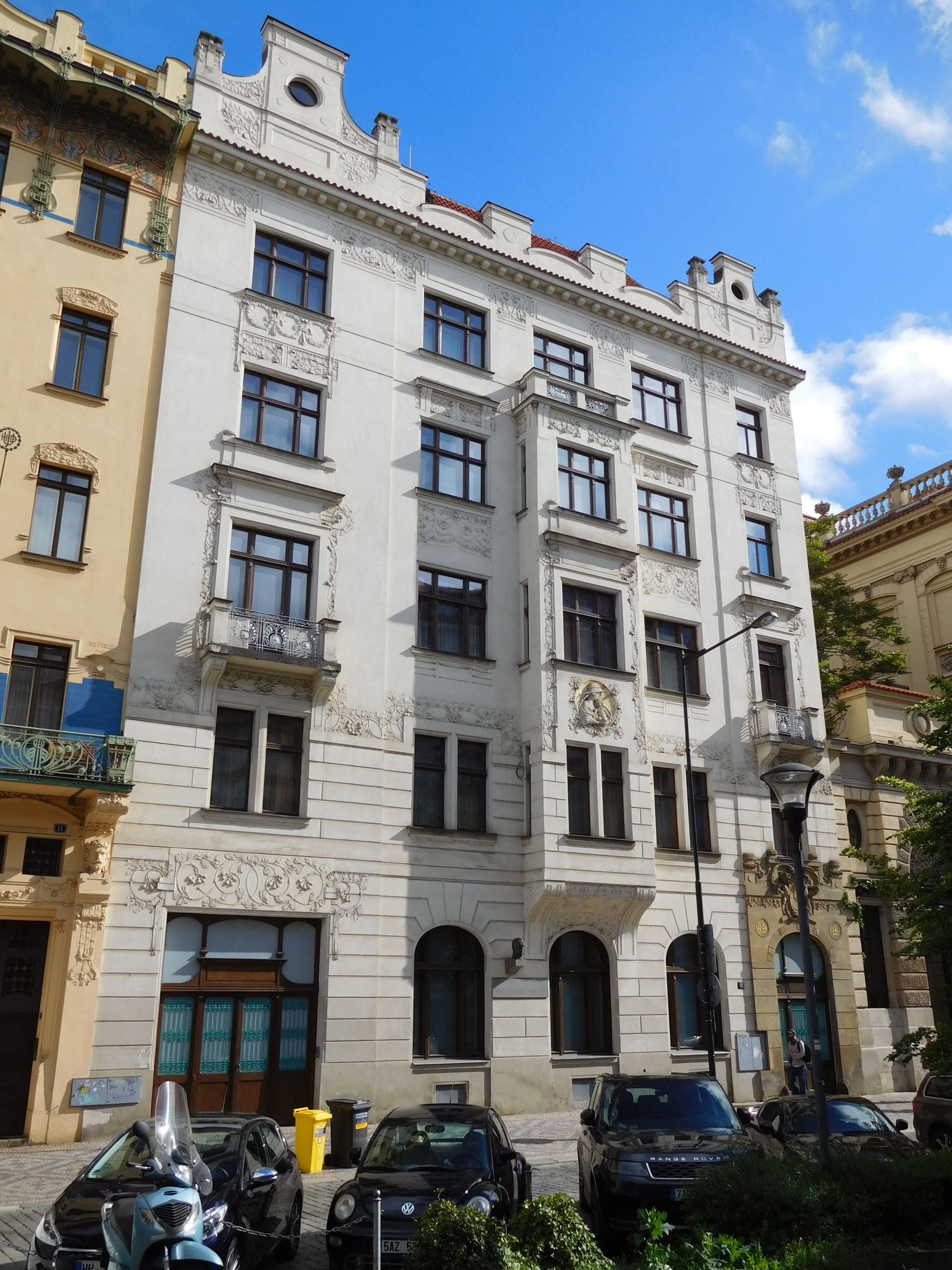
Secesní dům čp. 1986/12 Matěje Blechy
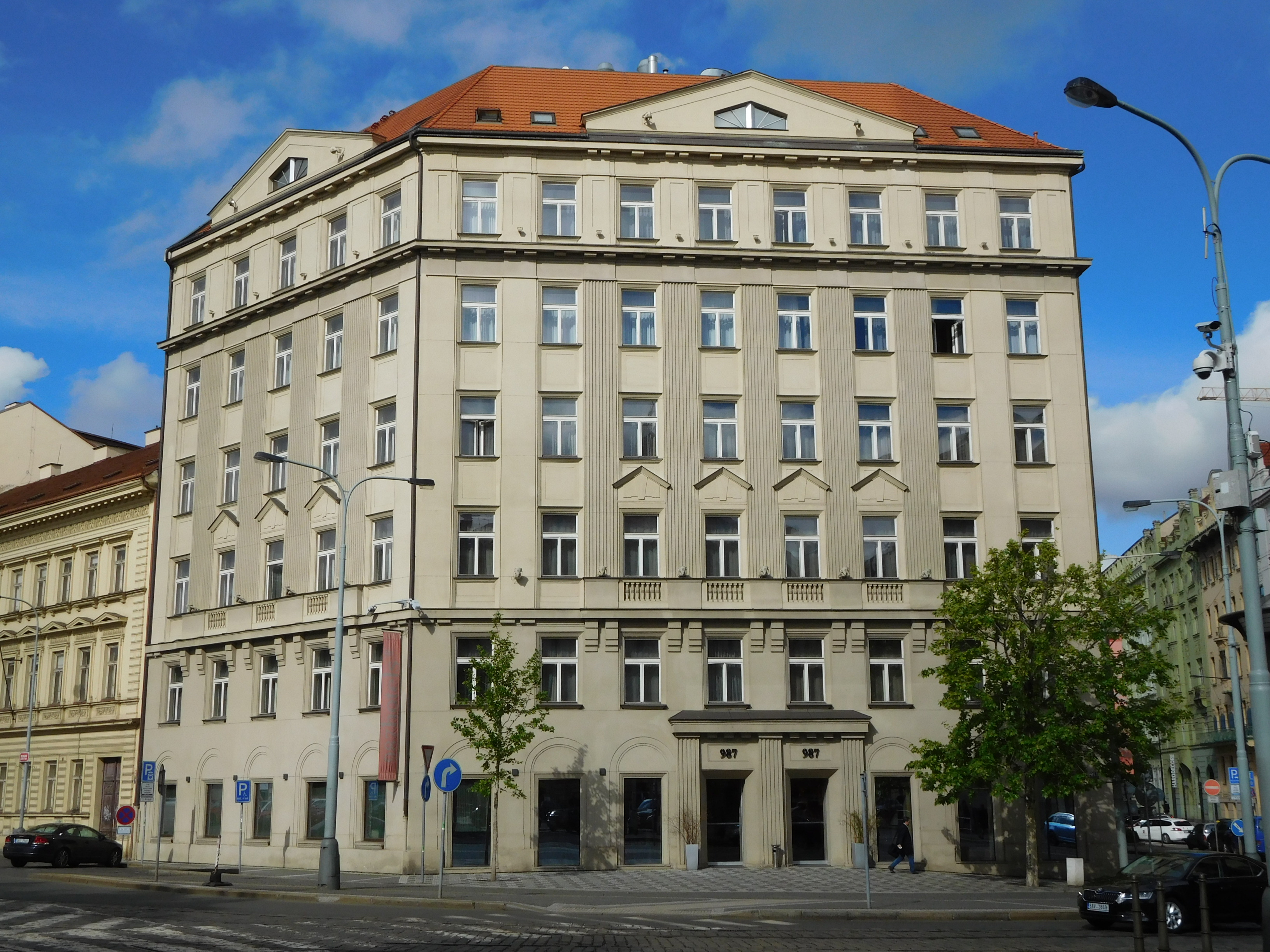
Dům čp.987/15
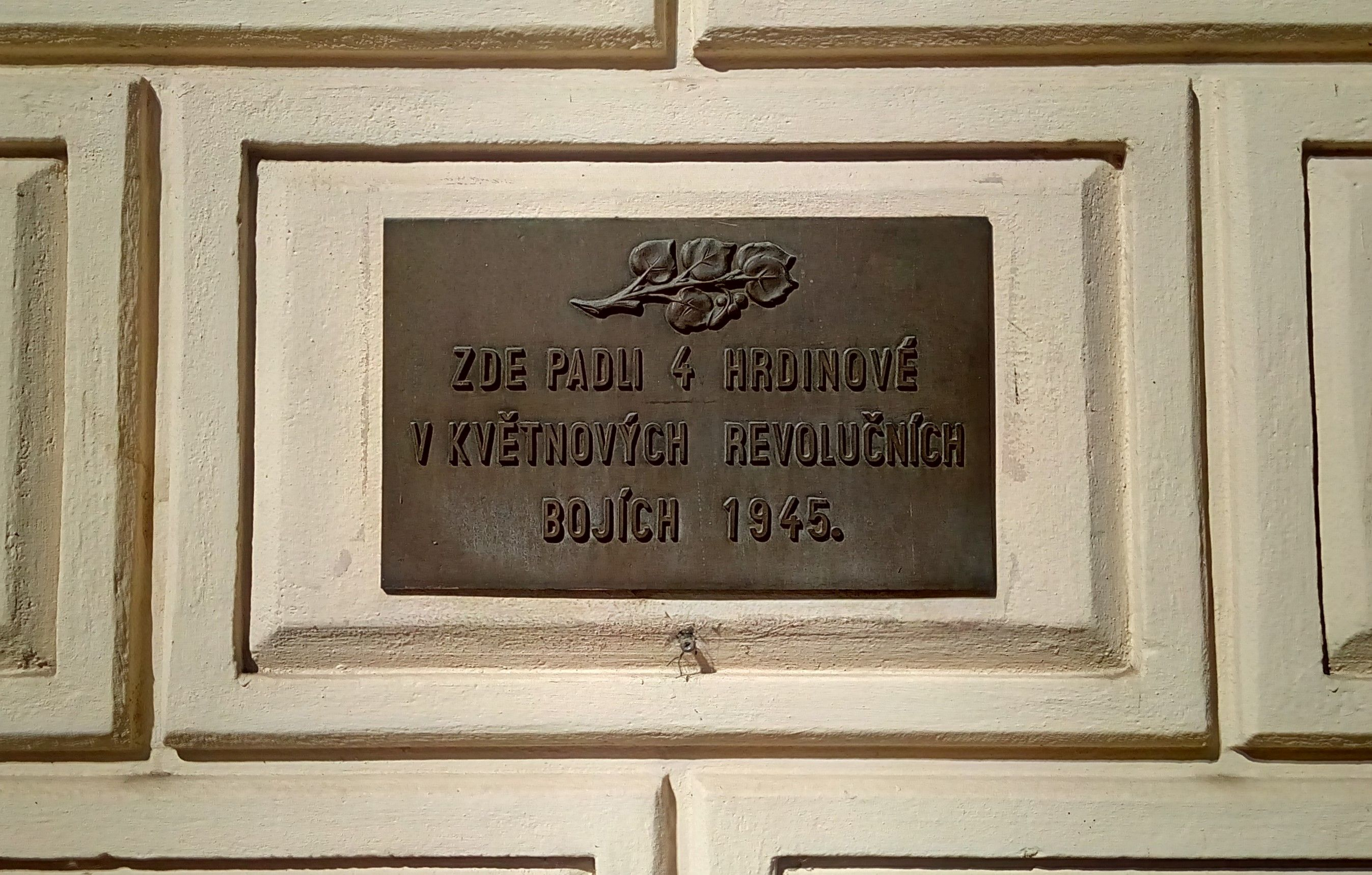
Dům čp.1463/: Pamětní deska obětem květnového povstání 1945